# Geognosie
Geognosie (Erdkenntnis, aus altgriechisch γῆ gē̂ „Erde“ und γνῶσις gnō̂sis „Kenntnis“) ist ein veralteter, bis etwa 1850 vor allem in Deutschland gebräuchlicher Ausdruck für eine auf direkte Anschauung gegründete Wissenschaft der Gesteine und der Zusammensetzung der Erdkruste. Der Begriff wurde von dem sächsischen Geowissenschaftler Abraham Gottlob Werner in bewusster Abgrenzung zum, älteren, Begriff der Geologie eingeführt. Werner verwendete ihn seit 1786 in seinen, sehr einflussreichen Vorlesungen, als eines der Teilgebiete der Mineralogie (im damaligen Sinn umfassender gebraucht als heute. Die heutige Mineralogie entspricht in etwa Werners Begriff der Oryktognosie). Da Werner wenig publizierte und vor allem durch seine Lehrtätigkeit wirkte, erfolgte die erste Publikation dazu erst 1791. Vor Werner hatte allerdings Georg Christian Füchsel in seinem Werk Historia terrae et maris (1761) schon von einer „scientia geognostica“ gesprochen.
Unterschied der Geognosie zur Geologie sollte sein, dass diese rein auf Anschauung und Beschreibung beruhen sollte und ganz bewusst auf die Aufstellung von Hypothesen verzichtete. Nach dem französischen Geologen Jean François d’Aubuisson de Voisins, einem Schüler Werners, sei der Geognosie „jede Hypothese aufzustellen verboten“. Ernst Friedrich Glocker fasste den Unterschied im Grundriß der Mineralogie mit Einschluß der Geognosie und Petrefactenkunde 1839 so: „Während daher die Geognosie sich auf das räumliche Nebeneinander der Gebirgsmassen in ihrem gegenwärtigen Bestande beschränkt, untersucht die Geologie die Entstehung und Veränderung dieser Massen in aufeinanderfolgenden Zeitperioden.“ Wer den Begriff Geognosie verwendete, begriff etwa die Stratigraphie mehr als eine Lehre vom räumlichen Über- und Nebeneinander verschiedener Gesteine, ohne daraus eine zeitliche Abfolge abzuleiten. Während in England ein Begriff, geology, für beide Forschungsprogramme genügte, wurde in Deutschland, etwa von Christian Keferstein, eine beschreibende Geognosie und eine, diese Befunde interpretierende, Geologie unterschieden. Etwa ab 1840 begannen sich die Gewichte zu verschieben. Für Bernhard von Cotta war in seiner Anleitung zum Studium der Geognosie und Geologie, besonders für deutsche Forstwirthe, Landwirthe und Techniker (1842) die Geognosie zwar noch von der Geologie unterschieden, aber eher ein untergeordnetes Teilgebiet von dieser. Herders Conversations-Lexikon definiert 1855 in diesem Sinne: „Geognosie und Geologie: Letztere ist die Lehre über die Entstehung der Erde und deren von Anfang bis jetzt erlittene Veränderungen. Sie stützt sich wesentlich auf die Geognosie, d.h. auf die Kenntnis des materiellen Substrats, aus welchem der Erdball der Zeit besteht. Geologie ist der Zweck, Geognosie das Mittel zum Zweck.“
Durch den überragenden Einfluss Werners wurde die Geognosie an den Bergakademien Freiberg, Berlin und Schemnitz als Fach eingeführt und gelehrt. Charakteristisch für die von Werner begründete Schule war ihre enge Beziehung zum Bergbau und dessen praktischen Problemen. Lehrstühle für Geologie an Universitäten gab es damals in Deutschland, im Gegensatz zu England, noch keine, das Fach wurde als Teilgebiet der Mineralogie oder der Naturgeschichte aufgefasst. Nach etwa 1850 kam der Begriff der Geognosie, mit der Etablierung der Geologie als eigenständige Wissenschaft, außer Gebrauch. Nach der Jahrhundertwende verschwindet der Begriff auch aus den Lexika.